# 두갈: 마법의 회전목마
《두갈: 마법의 회전목마》(Pollux, le manège enchanté)는 2005년 공개된 애니메이션 영화이다.
2005년 2월 2일 프랑스어 더빙으로 프랑스에서 출시되었으며, 영어 버전은 2주 후인 2월 11일 영국에서 출시되었다. 미국에서 이 영화는 새로운 영어 출연진, 더빙, 대본과 함께 2006년 2월 24일 "두갈"(Doogal)이라는 이름으로 개봉되었다.

## 줄거리
마법 회전목마 마을의 마법사이자 장난감 상자처럼 생긴 제베디는 악당 제바드의 악몽을 꾼다. 엉뚱하고 게으른 강아지 두갈은 과자 카트 바퀴에 못을 박아 과자를 훔쳐 먹으려다 실수로 회전목마를 망가뜨린다. 그 충격으로 봉인되어 있던 악당 제바드가 깨어나고, 회전목마의 수리공 미스터 러스티, 두갈의 어린 주인 플로렌스, 그리고 두 아이 코랄과 바질은 얼음 감옥에 갇히게 된다.
두갈은 친구인 냉소적인 달팽이 브라이언, 오페라를 부르는 소 어민트루드, 히피 토끼 딜런과 함께 제베디에게 도움을 청한다. 제베디는 회전목마가 제바드를 가두는 감옥이었으며, 이제 제바드가 세상을 얼려 과거 빙하기를 만들려 한다고 설명한다. 제바드를 막으려면 세 개의 마법 다이아몬드를 찾아 회전목마에 끼워야 한다. 만약 제바드가 먼저 다이아몬드를 차지하면 태양을 얼려 버릴 것이다. 제베디는 두갈과 친구들을 마법 기차에 태워 임무를 보낸다. 한편, 제바드는 탈출 후 발을 헛디뎌 추락하고, 장난감 보초병 솔저 샘에게 다이아몬드를 찾도록 시킨다.
밤에 산에서 야영하던 중 두갈은 제바드에게 납치되지만, 엘크의 도움으로 어민트루드가 두갈을 구출한다. 제베디는 제바드와 싸우다 패배하고 절벽 아래로 떨어진다. 제베디의 죽음에 슬퍼하면서도, 두갈과 친구들은 용암으로 둘러싸인 화산과 해골 경비병들이 지키는 고대 사원에서 다이아몬드를 찾아야 한다. 하지만 제바드가 먼저 다이아몬드를 모두 차지하고, 제바드를 막을 마지막 희망은 그보다 먼저 회전목마에 도착하는 것뿐이다.
기차를 타고 도망치던 중 제바드의 드릴 기차와 충돌하여 눈밭에 추락하게 되고, 결국 걸어서 마을로 돌아간다. 제바드는 솔저 샘을 버리고 먼저 마을에 도착하지만, 세 번째 다이아몬드를 찾지 못한다. 솔저 샘은 자신의 진정한 임무가 회전목마를 지키는 것임을 깨닫고 제바드에 맞서 싸우지만 패배한다. 제바드는 솔저 샘의 몸에 숨겨진 세 번째 다이아몬드를 빼내고 솔저 샘은 목숨을 잃는다.
제바드는 세 개의 다이아몬드로 태양을 얼리기 시작한다. 하지만 두갈 일행이 마을에 도착하고, 다이아몬드를 빼앗아 회전목마에 끼우기 시작한다. 마지막 다이아몬드를 제바드가 다시 빼앗지만, 회복된 기차의 도움으로 두갈은 마지막 다이아몬드를 회전목마에 꽂아 제바드를 다시 감옥에 가둔다. 세상은 다시 녹고, 제베디는 살아 돌아온다.
얼음 감옥에서 풀려난 사람들과 더불어, 혼수상태였던 플로렌스도 두갈 덕분에 깨어난다. 모두가 회전목마를 타려 하지만 작동하지 않자, 제베디는 솔저 샘을 원래 장난감 보초병으로 되돌려 회전목마를 다시 작동시킨다. 두갈은 친구들의 소중함과 이타심, 용기, 겸손의 중요성을 깨닫게 된다.

## 출연

### 주연
- 로비 윌리엄스
- 이안 맥켈런
- 빌 나이
- 우피 골드버그
- 카일리 미노그
- 케넌 톰슨
- 조안나 럼리
- 짐 브로드벤트
- 윌리암 H. 머시
- 지미 펄론

### 조연
- 에디즈 마멋
- 체비 체이스
- 리 에반스
- 주디 덴치
- 빌 헤이더
- 레이 윈스턴
- 케빈 스미스
- 존 스튜어트
- 톰 베이커
- 다니엘라 로프터스

## 기타
- 사운드슈퍼바이저: 카렌 베이커 랜더스
- 사운드슈퍼바이저: 댄 에델스틴
- 사운드슈퍼바이저: 퍼 할버그
- 시각효과: 그라함 D. 클락
- 애니메이션감독: 데이비드 휴버트
- 캐릭터애니메이터: 프랑수아 챈크린
- 프로덕션매니저: 제프 메이나드